# アメリカ国防契約管理局
アメリカ国防契約管理局（アメリカこくぼうけいやくかんりきょく、英: Defence Contract Management Agency, DCMA）は、あらゆる軍需物品の契約管理と契約履行を担当する国防総省の内局である。日本では防衛装備庁が同様の任務を行っている。
国防契約管理局は約1万500名の文官と約600名の軍人が4管区50支局に勤務し、その契約案件は16,381社290,962件(2006年1月時点)にも及ぶマンモス官庁である。

## 組織
本部
- 国防契約局長官
- 国防契約局副長官
  - 調達課
  - 議会対策・広報室
  - 施設・輸送室
  - 監理室
  - 雇用機会均等室
  - 保安室
  - 戦闘支援運用センター
- 法律顧問
- 契約運用・顧客関係部
- 財務・事業部
- 人材部
- 情報技術顧客サービス部
- 航空機運用部

各事業部門
- 航空システム課(DCMAA)
- 海洋システム課(DCMAN)
- 陸上システム・武器弾薬課(DCMAG)
- 宇宙ミサイルシステム課(DCMAM)
- 国際課(DCMAI)
- 特別事業計画課(DCMAS)